# Kimberly Alexis Bledel
Kimberly Alexis Bledel (n. 16 septembrie 1981, Houston, Texas, SUA) este o actriță americană. Ea este cunoscută pentru serialul Fetele Gilmore în care a interpretat rolul Rory Gilmore.

## Filmografie (selectiv)
| An        | Titlu                                   | Rol                      | Observații                                           |
| --------- | --------------------------------------- | ------------------------ | ---------------------------------------------------- |
| 1998      | Rushmore                                | Student (uncredited)     |                                                      |
| 2000–2007 | Gilmore Girls                           | Rory Gilmore             | 153 de episoade                                      |
| 2002      | Tuck Everlasting                        | Winnie Foster            |                                                      |
| 2004      | DysEnchanted                            | Goldilocks               | Short film                                           |
| 2004      | Bride and Prejudice                     | Georgina 'Georgie' Darcy |                                                      |
| 2005      | The Orphan King                         | Dylan                    |                                                      |
| 2005      | Sin City                                | Becky                    |                                                      |
| 2005      | The Sisterhood of the Traveling Pants   | Lena Kaligaris           |                                                      |
| 2006      | I'm Reed Fish                           | Kate                     |                                                      |
| 2006      | Life Is Short                           | Charlotte                | Short film                                           |
| 2008      | The Sisterhood of the Traveling Pants 2 | Lena Kaligaris           |                                                      |
| 2009      | ER                                      | Dr. Julia Wise           | Episodul: "And in the End..."                        |
| 2009      | The Good Guy                            | Beth Vest                |                                                      |
| 2009      | Post Grad                               | Ryden Malby              |                                                      |
| 2009      | The Ballad of G.I. Joe                  | Lady Jaye                | Video short                                          |
| 2010      | The Conspirator                         | Sarah Weston             | Premiered at the Toronto International Film Festival |
| 2010      | The Kate Logan Affair                   | Kate Logan               | Premiered at the Festival du Nouveau Cinéma 2010     |
| 2011      | Girl Walks Into a Bar                   | Kim                      | Released on Youtube 11 martie 2011                   |
| 2011      | Violet & Daisy                          | Violet                   | Filming                                              |
| 2011      | The Letters                             | Janet Treadway           | Pre-production                                       |
| 2011      | Sleepaway Camp Reunion                  | Lauren Scott             | Pre-production                                       |
| 2012      | A Nightmare on Elm Street 2             | Mackenzie Logan          | Announced                                            |